# Braunrückenpapagei
Der Braunrückenpapagei (Touit melanonotus, Syn.: Psittacus melanonotus) gehört in der Familie der Eigentlichen Papageien zu der Gattung der Buntschwanzpapageien. Es sind keine Unterarten bekannt.

## Lebensraum
Der Braunrückenpapagei tritt meist in immergrünen Gebirgswäldern in 500 bis 1200 m Höhe auf, aber auch in bis zu 1400 m Höhe im Nationalpark Itatiaia und wird meist in Schwärmen von drei bis zwanzig Vögeln gesichtet. Außerdem kann er in Meerhöhe in Bahia und São Paulo zu finden sein. Saisonale Wanderungen oder Verbreitung werden vermutet, obwohl sich dies auf kaum mehr als kurze Bewegungen in der Höhenstufe belaufen könnte. Das Futter wurde kaum studiert, aber es umfasst große Hülsenfrüchtesamen, die Frucht von Rapanea acuminata, einem Myrsinengewächs, die zu den Clusiaceae gehörende Clusia sp. und Misteln. Die Brut geschieht vermutlich von September bis Oktober.

## Merkmale
Der Braunrückenpapagei ist mit nur 15–16 Zentimeter Körperlänge einer der kleinsten Papageien der Welt. Der Körper ist grün an Kopf, Nacken und der Unterseite. Die Ohrabdeckungen sind braun. Der Vogel hat einen großen dunkelbraunen Fleck auf dem Rücken und einen roten Außenschwanz mit dunklen Spitzen. Die Deckfedern haben eine dunkelbraune Färbung, die darunterliegenden Federn sind nur wenig bräunlich gescheckt. Die Federn an den Flanken sind graublau gefärbt. Um die dunkelbraunen Augen zieht sich jeweils ein orangefarbener Ring.

## Verbreitung und Bestand
Der Braunrückenpapagei ist beschränkt auf den Südosten Brasiliens (Bahia, Espírito Santo, Rio de Janeiro und São Paulo), aber ist ein Irrgast in Rio de Janeiro, und von São Paulo bis südlich von der Ilha do Cardoso. Individuen wurden nach einem Jahrhundert Abwesenheit erneut in Bahia gesichtet. Sie waren niemals als verbreitet eingestuft, sondern wurden als ziemlich selten angesehen, selbst im 19. Jahrhundert. Ihr unscheinbares Naturell und ihre natürlicherweise geringe Siedlungsdichte könnten zu dem Mangel an Daten beigetragen haben. Das Wiederauftreten von Sichtungen seit Mitte der 1980er Jahre und ihre Entdeckung in Espírito Santo geschahen, weil ihre Rufe den Beobachtern bekannt waren.
Die Art wird gemäß der Roten Liste gefährdeter Arten (ICUN3.1) als stark gefährdet (EN) eingestuft.